# Distrito de Sigmaringa
El distrito de Sigmaringa[cita requerida] (en alemán: Landkreis Sigmaringen) es uno de los distritos alemanes en la región administrativa de Tubinga del estado federado de Baden-Wurtemberg.

## Ciudades y municipios
- Ciudades:

1. Bad Saulgau
2. Gammertingen
3. Hettingen
4. Mengen
5. Meßkirch
6. Pfullendorf
7. Scheer
8. Sigmaringa
9. Veringenstadt

- Municipios:

1. Beuron
2. Bingen
3. Herbertingen
4. Herdwangen-Schönach
5. Hohentengen
6. Illmensee
7. Inzigkofen
8. Krauchenwies
9. Leibertingen
10. Neufra
11. Ostrach
12. Sauldorf
13. Schwenningen
14. Sigmaringendorf
15. Stetten am kalten Markt
16. Wald

|}

## Enlaces
- Wikimedia Commons alberga una categoría multimedia sobre Distrito de Sigmaringa.
- Sitio web del distrito de Sigmaringa

- Datos: Q8230
- Multimedia: Landkreis Sigmaringen / Q8230